# Střížovice (Kropáčova Vrutice)
Střížovice jsou vesnice, část obce Kropáčova Vrutice v okrese Mladá Boleslav. Nachází se dva kilometry jihozápadně od Kropáčovy Vrutice. Vesnicí protéká Košátecký potok a pramení zde Střížovický potok. Prochází tudy železniční trať Praha–Turnov. Střížovice jsou také název katastrálního území o rozloze 1,6 km².

## Historie
První písemná zmínka o vesnici pochází z roku 1386.